# Prem
Prem település Németországban, azon belül Bajorországban. Lakosainak száma 972 fő (2023. december 31.).

## Népesség
A település népessége az elmúlt években az alábbi módon változott:
| Lakosok száma | 380  | 810  | 752  | 818  | 870  | 885  | 898  | 887  | 935  | 972  |
|               | 1875 | 1950 | 1975 | 1987 | 2012 | 2014 | 2016 | 2017 | 2021 | 2023 |